# Schefflera systyla
Schefflera systyla är en araliaväxtart som först beskrevs av John Donnell Smith, och fick sitt nu gällande namn av René Viguier. Schefflera systyla ingår i släktet Schefflera och familjen araliaväxter. Inga underarter finns listade.